# Alena Łaziuk
Alena Wasiljeuna Łaziuk (biał. Алена Васільеўна Лазюк; ros. Елена Васильевна Лозюк, Jelena Wasiljewna Łoziuk; ur. 24 lipca 1990 w Brześciu) – białoruska siatkarka grająca na pozycji środkowej. Reprezentantka kraju w kategoriach kadetek i juniorek.
W sezonie 2016/2017 występowała w polskiej I lidze, w drużynie Wisła Warszawa.

## Kluby
| Klub      | Lata gry               |
| --------- | ---------------------- |
| 2012–2013 | Kontynium Wołyń Łuck   |
| 2013–2016 | Prybużża Brześć        |
| 2016–2017 | Wisła Warszawa         |
| 2017–2018 | Ałtaj Ust-Kamienogorsk |

## Osiągnięcia

### Klubowe
- Mistrzostwa Ukrainy:
  -  2. miejsce: 2013
- Puchar Ukrainy:
  -  Zdobywczyni: 2013
- Mistrzostwa Białorusi:
  -  1. miejsce: 2014
  -  3. miejsce: 2015, 2016
- Puchar Białorusi:
  -  Zdobywczyni: 2014
- Mistrzostwa I Ligi:
  -  1. miejsce: 2017[4]